# Bursera submoniliformis
Bursera submoniliformis är en tvåhjärtbladig växtart som beskrevs av Adolf Engler. Bursera submoniliformis ingår i släktet Bursera och familjen Burseraceae. Inga underarter finns listade i Catalogue of Life.